# USS Alabama (BB-8)
«Алабама (BB-8)» (англ. USS Alabama (BB-8)) — крупный океанский броненосец, второй корабль типа «Иллинойс» построенный для ВМФ США.
Стал вторым боевым кораблем военно-морского флота США, названным в честь штата Алабама.
«Алабама (BB-8)» была заложена 1 декабря 1896 в Филадельфии, штат Пенсильвания. На верфи судостроительной компании William Cramp and Sons. Корабль был спущен на воду 18 мая 1898. Бутылку о борт корабля разбила мисс Мэри Морган, дочь сенатора от штата Алабама Джона Т. Моргана. 16 октября 1900 броненосец был введен в состав флота США, капитаном был назначен Виллард Х. Броунсон.

## История

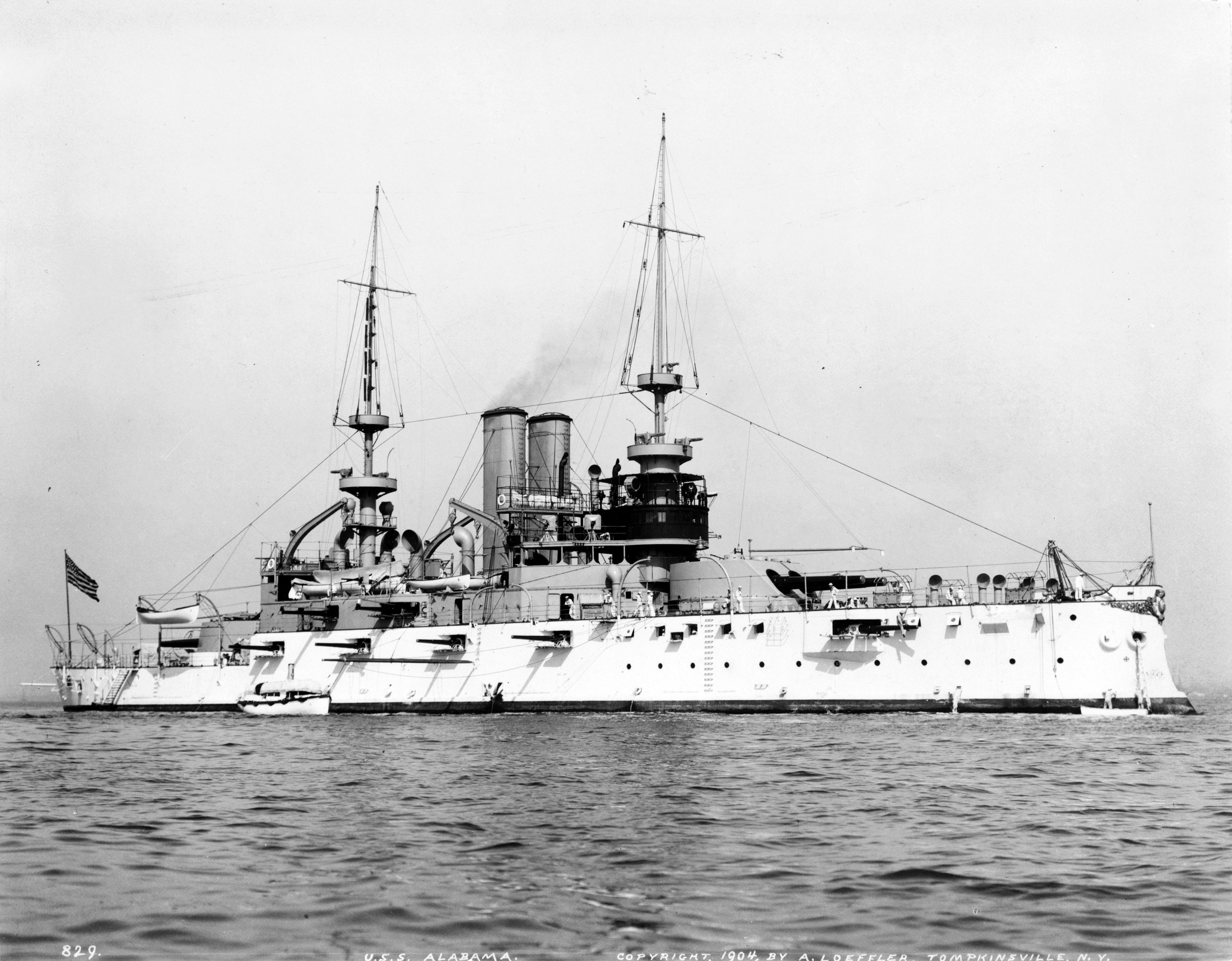
Alabama в 1904 году

## Первая мировая война
Броненосец провел 30 месяцев в Филадельфии в составе Атлантического Флота. В начале 1917 года Алабама была возвращена из резерва, а 22 января стала учебным кораблем ВМС США. В середине марта линкор отправился на юг, прибыв в Чесапикский залив, где начал обучение матросов. После вступления США в Первую мировую войну Алабама ненадолго прекратила учебную подготовку. 8 апреля броненосец стал флагманом Первого соединения линейных кораблей Атлантического Флота. До конца войны корабль действовал в Чесапикском заливе и в водах Атлантического побережья США, обучая курсантов для растущего американского флота. С конца июня по начало июля 1918 года, Алабама совершила поход в Мексиканский залив.